# Vepris glandulosa
Vepris glandulosa là một loài thực vật thuộc họ Rutaceae. Đây là loài đặc hữu của Kenya. Chúng hiện đang bị đe dọa vì mất môi trường sống.